# Bojan Heyn
Bojan Heyn (* 5. Oktober 1990 in Dresden) ist ein deutscher Schauspieler und Sänger.
Heyn spielte von Ende November 2005 bis Mitte Februar 2007 die Rolle des Marcel Müller in der Kinder- und Jugendserie Schloss Einstein. Bisher war Bojan Heyn in der Fernsehproduktion Jon Are The Star und in den Kinoproduktionen Good Bye, Lenin!, Aeon Flux und Butterfly – A Grimm Love Story zu sehen.
Seit 1997 absolvierte er eine Gesangsausbildung. Er schloss 2019 an der Hochschule für Musik Carl Maria von Weber Dresden sein Gesangsstudium im Fach Oper ab. Seit der Spielzeit 2019/2020 ist er als Chorbassist mit Soloverpflichtung am Theater Bielefeld angestellt.

## Filmografie

### Kino
- 2002: Good Bye, Lenin!
- 2004: Aeon Flux
- 2005: Butterfly – A Grimm Love Story
- 2009: Dorfpunks

### Fernsehen
- 2004: Jon Are The Star
- 2005–2006: Schloss Einstein
- 2007: Doktor Martin